# DIA (zespół muzyczny)
DIA (kor. 다이아 Daia) – girlsband z Korei Południowej. Grupa zadebiutowała w 2015 roku pod wytwórnią MBK Entertainment. Nazwa grupy jest skrótem od słowa „diamond” (pol. diament), a także akronimem ze słów „Do It Amazing”. W skład zespołu wchodzą: Eunice, Chaeyeon, Huihyeon, Yebin, Eunchae oraz Jueun. DIA oficjalnie zadebiutowały 14 września 2015 roku wydając album Do It Amazing.

## Historia

### Przed debiutem
W lutym 2015 roku MBK Entertainment ogłosiło, że planuje debiut nowego girlsbandu. Pierwotnie wytwórnia zdecydowała, aby potencjalne kandydatki do swojej nowej grupy konkurowały w programie telewizyjnym, dzięki któremu publiczność mogłaby zapoznać się z członkami grupy. Pierwszymi członkiniami projektu zostały Cathy, Eunjin oraz Kim Min-hyun. Następnie MBK Entertainment potwierdziło, że Seunghee (była członkini F-ve Dolls) i Kim Dani dołączą do projektu. Jednak Minhyun opuściła projekt z powodów osobistych. Kolejnymi członkiniami zostały Chaeyeon i Moon Seul-gi, z których Seul-gi przeszła do zespołu Project A. Ostatecznie wytwórnia porzuciła swoje plany i wybrał skład wewnętrznie własnym systemem; w skład zespołu weszły Seunghee, Eunice (ex-Jewelry), Cathy, Jenny, Yebin, Eunjin oraz Chaeyeon.

### 2015: Debiut,Do It Amazing
15 września 2015 roku, DIA wydały swój debiutancki album Do It Amazing. Dzień wcześniej ukazał się teledysk do głównego singla, Somehow. Ich pierwszy występ odbył się 17 września w programie muzycznym M Countdown kanału Mnet, gdzie wykonały utwór Somehow. 19 października ukazał się teledysk do utworu Nae Chinguui Namjachingu, który także promował pierwszy album.
17 grudnia ogłoszono, że Cathy i Chaeyeon chwilowo opuszczą grupę DIA, aby dołączyć do projektu Mnet Produce 101. DIA nadal występowały jako grupa pięcioosobowa.

### 2016: Zmiany w składzie,Happy EndingiSpell

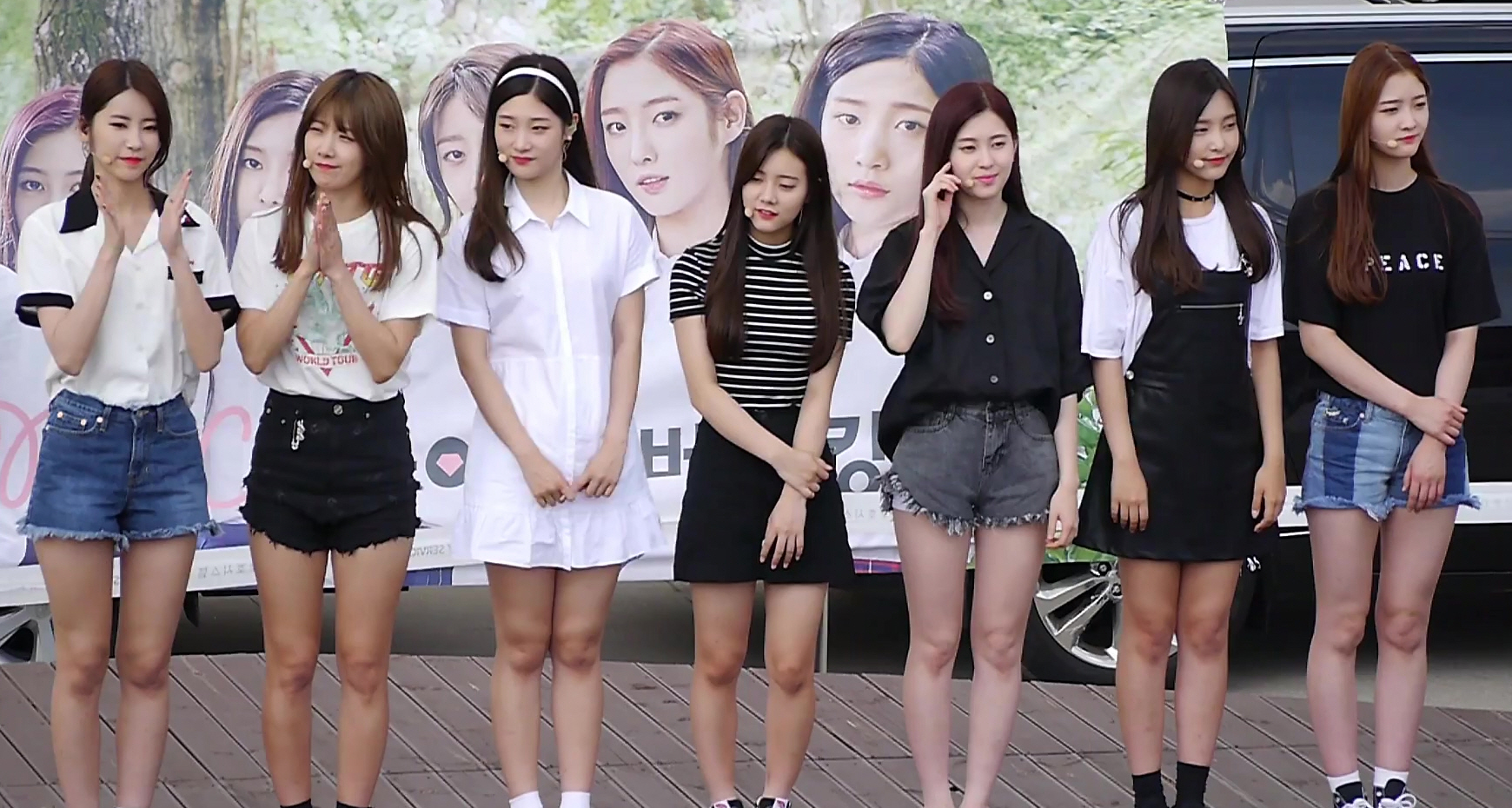
DIA na scenie, 25 czerwca 2016

7 marca 2016 roku MBK Entertainment ujawniło nową członkinię grupy, Eunchae (podczas ogłoszenia jako Chaewon), i potwierdziło, że zespół przygotowuje się do ich pierwszego comebacku w sześcioosobowym składzie. 13 kwietnia MBK Entertainment ogłosiło za pośrednictwem swojego oficjalnego Twittera, że umowa Seunghee dobiegnie końca 30 kwietnia, ale nie podjęła ona decyzji o odnowieniu swojego kontraktu. 11 maja MBK Entertainment ogłosiła, że Cathy i Chaeyeon powróciły do grupy na comeback w czerwcu. Chaeyeon wciąż będzie promować jako członkini DIA po zakończeniu pracy w zespole I.O.I.
Na początku czerwca 2016 roku MBK Entertainment zapowiedziało wydanie pierwszego minialbumu DIA, Happy Ending, który ukazał się 14 czerwca. Teledysk do głównego singla, Geu gil-eseo (On the Road) (kor. 그 길에서 (On the Road)), ukazał się tego samego dnia w trzech wersjach: zwykłej, „drama” i tanecznej.
11 sierpnia DIA wypuściły zwiastun comebacku z singlem Mr. Potter, który ukazał się 12 września. Jego tematem przewodnim jest seria Harry Potter, został wyprodukowany przez Shauna Kim. Singel promuje kolejny minialbum Spell, który ukazał się 13 września.
8 grudnia DIA ogłosiły, że ich pierwszy koncert First Miracle odbędzie się 24 i 25 grudnia.

### 2017–2018:YOLO,Love Generation, zmiany w składzie iSummer Ade
27 grudnia 2016 roku MBK Entertainment ogłosiło, że grupa wyda specjalny cyfrowy singel First Miracle DIAID I i First Miracle DIAID II. Pierwszy singel ukazał się 29 grudnia, z utworem „Neoneun dal jigu” (kor. 너는 달 지구), a drugi – 31 grudnia, z balladą „13 wol 32 il” (kor. 13월 32일). 
Zespół został podzielony na dwie podgrupy: BinChaenHyunSeu składającej się z Yebin, Chaeyeon, Huihyeon i Eunice, które nagrały „Neoneun dal jigu”, oraz L.U.B. (skrót od Lovely Unit B) składającej się z Jenny, Eunjin i Eunchae, które nagrały „13 wol 32 il”. Obie podgrupy promowały swoje piosenki w różnych programach muzycznych w styczniu 2017 roku.
W marcu w Japonii odbyły się zdjęcia do reality show YOLO TRIP. Program miał swoją premierę 9 kwietnia. 31 marca ogloszono, że zespół przygotowuje się do wydania drugiego albumu studyjnego, YOLO. 5 kwietnia przedstawione zostały dwie nowe członkinie DIA: Jueun i Somyi, które doszły do zespołu, aby wzmocnić jego linię wokalną osłabioną po odejściu Seunghee. 5 kwietnia DIA opublikowały piosenkę promującą drugi album, pt. You are my flower (kor. 꽃, 달, 술), z gościnnym udziałem Kim Yeon-ja i Hong Jin-young. Minikoncert On The Record odbył się 7 kwietnia w Blue Square. 18 kwietnia miał swoją premierę singel Will you go out with me (kor. 나랑 사귈래) promujący drugi album studyjny zespołu. Jest to pierwsza płyta nagrana w 9-osobowym składzie. Album YOLO ukazał się 19 kwietnia 2017 roku.
22 sierpnia ukazał się trzeci minialbum zespołu, zatytułowany Love Generation, oraz promujący go singel Can't Stop (E905) (kor. 듣고싶어 (E905)). Minialbum ukazał się w pięciu wersjach, w tym w wersji BinChaenHyunSeuS (kor. 빈챈현스S) i L.U.B. – do pierwszej podgrupy dołączyła Somyi, a do drugiej Jueun.
4 września ogłoszono, że Yebin i Somyi chwilowo opuszczą grupę DIA, aby dołączyć do projektu KBS Idol Rebooting Project: The Unit. DIA nadal występowały jako grupa siedmioosobowa.
12 października ukazał się repackage album Love Generation zatytułowany Present (kor. 선물). Głównym singlem z minialbumu był „Good Night” (kor. 굿밤 (Good Night)), a także piosenkę wykonaną w duecie przez Yebin i Somyi – „Seoraksan in October” (kor. 시월에 설악산). Yebin i Somyi uczestniczyły tylko w przygotowaniu minialbumu wraz z pozostałymi członkiniami, ale nie uczestniczyły w promocji ze względu na udział w programie Idol Rebooting Project: The Unit. 7 maja 2018 roku Eunjin opuściła zespół z powodów zdrowotnych.
9 czerwca 2018 roku grupa zapowiedziała planowaną datę comebacku na 5 lipca, jednak został on przesunięty na sierpień. Czwarty minialbum Summer Ade, wraz z singlem „WooWoo”, ukazał się 9 sierpnia. 14 sierpnia piosenka „WooWoo” przyniosła grupie pierwszą wygraną w programie muzycznym The Show.

### 2019–2022:NEWTRO,Flower 4 Seasonsi odejście Somyi
W lutym 2019 roku agencja zapowiedziała comeback zespołu na koniec marca 2019 roku. Nowa płyta pt. NEWTRO ukazała się 19 marca; głównym singlem z płyty jest piosenka „WOOWA” (kor. 우와). W promocji płyty nie wzięła udziału Jenny. 6 lipca MBK Entertainment potwierdziło, że Jenny opuściła grupę z powodu problemów zdrowotnych.
25 maja 2020 roku MBK Entertainmnet potwierdziło, że zespół powróci w pięcioosobowym składzie z kolejnym minialbumem Flower 4 Seasons, Płyta ukazała się 10 czerwca. W comebacku nie wzięły udziału Chaeyeon i Somyi.
9 stycznia 2022 roku PocketDol potwierdziło, że Somyi rozwiązała umowę i opuściła DIA.
11 maja 2022 roku agencja ogłosiła, że zespół wyda swój ostatni album w sierpniu, przed wygaśnięciem umowy we wrześniu.

## Członkowie
| Pseudonim                  | Pseudonim | Prawdziwe imię | Prawdziwe imię | Data urodzenia       | Pozycja                                      |
| Latynizacja                | Hangul    | Latynizacja    | Hangul         | Data urodzenia       | Pozycja                                      |
| -------------------------- | --------- | -------------- | -------------- | -------------------- | -------------------------------------------- |
| Eunice                     | 유니스    | Heo Soo-yeon   | 허수연         | 2 września 1991(dts) | Główna wokalistka i tancerka                 |
| Jueun                      | 주은      | Lee Ju-eun     | 이주은         | 7 czerwca 1995(dts)  | główna wokalistka                            |
| Huihyeon (wcześniej Cathy) | 희현      | Ki Hui-hyeon   | 기희현         | 16 czerwca 1995(dts) | liderka, główna raperka, prowadząca tancerka |
| Yebin                      | 예빈      | Baek Ye-bin    | 백예빈         | 13 lipca 1997(dts)   | prowadząca wokalistka                        |
| Chaeyeon                   | 채연      | Jung Chae-yeon | 정채연         | 1 grudnia 1997(dts)  | wokalistka                                   |
| Eunchae                    | 은채      | Kwon Chae-won  | 권채원         | 26 maja 1999(dts)    | prowadząca wokalistka                        |

### Byłe
| Pseudonim   | Pseudonim | Prawdziwe imię | Prawdziwe imię | Data urodzenia        | Pozycja                                         |
| Latynizacja | Hangul    | Latynizacja    | Hangul         | Data urodzenia        | Pozycja                                         |
| ----------- | --------- | -------------- | -------------- | --------------------- | ----------------------------------------------- |
| Seunghee    | 승희      | Cho Seung-hee  | 조승희         | 3 czerwca 1991(dts)   | Była liderka, główna wokalistka                 |
| Eunjin      | 은진      | Ahn Eun-jin    | 안은진         | 31 sierpnia 1997(dts) | wokalistka, główna tancerka, prowadząca raperka |
| Jenny       | 제니      | Lee So-yul     | 이소율         | 14 września 1996(dts) | wokalistka, visual                              |
| Somyi       | 솜이      | Ahn Som-yi     | 안솜이         | 26 stycznia 2000(dts) | wokalistka, prowadząca tancerka                 |

## Dyskografia

### Albumy studyjne
| Rok                                            | Dane dot. albumu                                                                                       | Najwyższa pozycja | Sprzedaż      |            |
| Rok                                            | Dane dot. albumu                                                                                       | KOR               | Sprzedaż      |            |
| Koreańskie                                     | Koreańskie                                                                                             | Koreańskie        | Koreańskie    | Koreańskie |
| ---------------------------------------------- | --- | ----------------- | ------------- | ---------- |
| 2015                                           | Do It Amazing - Wydany: 15 września 2015 - Wytwórnia: MBK Entertainment - Format: CD, digital download | 11                | - KOR: 2375   |            |
| 2017                                           | YOLO - Wydany: 19 kwietnia 2017 - Wytwórnia: MBK Entertainment - Format: CD, digital download          | 3                 | - KOR: 18 463 |            |
| "–" oznacza, że wydawnictwo nie było notowane. | |                   |               |            |

### Minialbumy
| Rok                                            | Dane dot. albumu | Najwyższa pozycja | Sprzedaż       |            |
| Rok                                            | Dane dot. albumu | KOR               | Sprzedaż       |            |
| Koreańskie                                     | Koreańskie | Koreańskie        | Koreańskie     | Koreańskie |
| ---------------------------------------------- | --- | ----------------- | -------------- | ---------- |
| 2016                                           | Happy Ending - Wydany: 14 czerwca 2016 - Wytwórnia: MBK Entertainment, Inter Park INT - Format: CD, digital download        | 7                 | - KOR: 9474    |            |
| 2016                                           | Spell - Wydany: 13 września 2016 - Wytwórnia: MBK Entertainment, Inter Park INT - Format: CD, digital download              | 4                 | - KOR: 13 405  |            |
| 2017                                           | Love Generation - Wydany: 22 sierpnia 2017 - Wytwórnia: MBK Entertainment, Inter Park INT - Format: CD, digital download    | 7                 | - KOR: 27 482  |            |
| 2017                                           | Present (선물) - Wydany: 12 października 2017 - Wytwórnia: MBK Entertainment, Inter Park INT - Format: CD, digital download | 12                | - KOR: 9562    |            |
| 2018                                           | Summer Ade - Wydany: 9 sierpnia 2018 - Wytwórnia: MBK Entertainment, Inter Park INT - Format: CD, digital download          | 5                 | - KOR: 12 076+ |            |
| 2019                                           | Newtro - Wydany: 19 marca 2019 - Wytwórnia: MBK Entertainment, Inter Park INT - Format: CD, digital download                | 8                 | - KOR: 10 576+ |            |
| 2020                                           | Flower 4 Seasons - Wydany: 10 czerwca 2020 - Wytwórnia: MBK Entertainment - Format: CD, digital download                    | 17                | - KOR: 6280+   |            |
| "–" oznacza, że wydawnictwo nie było notowane. | |                   |                |            |

### Single
| 2015                                           | „Somehow” (왠지)                                   | 152 |                  | Do It Amazing          |
| 2015                                           | „My Friend's Boyfriend” (내 친구의 남자친구)       | 288 |                  | Do It Amazing          |
| 2016                                           | „On the Road” (그 길에서)                          | 48  | - KOR: 81 811+   | Happy Ending           |
| 2016                                           | „Mr. Potter” (미스터포터)                          | 103 | - KOR: 22 828+   | Spell                  |
| 2016                                           | „Neoneun dal jigu” (너는 달 지구) (sub-unit BCHCS) |     |                  | First Miracle DIAid I  |
| 2016                                           | „13wol 32il” (13월 32일) (sub-unit L.U.B)          |     |                  | First Miracle DIAid II |
| 2017                                           | „You Are My Flower” (꽃, 달, 술)                   |     |                  | YOLO                   |
| 2017                                           | „Will You Go Out With Me?” (나랑사귈래?)           | 78  | - KOR: 27 708+   | YOLO                   |
| 2017                                           | „Can't Stop” (듣고싶어) (E905)                     | —   | - KOR: 19 159+   | Love Generation        |
| 2017                                           | „Good Night” (굿밤)                                | —   | dane niedostępne | Present                |
| 2018                                           | „Woo Woo” (우우)                                   | —   | dane niedostępne | Summer Ade             |
| 2019                                           | „Woowa” (우와)                                     | —   | dane niedostępne | Newtro                 |
| 2020                                           | „Hug U” (감싸줄게요)                               | —   | dane niedostępne | Flower 4 Seasons       |
| "–" oznacza, że wydawnictwo nie było notowane. |                                                    |     |                  |                        |